# Hypogrammodes abscondens
Hypogrammodes abscondens là một loài bướm đêm trong họ Noctuidae.